# Francis Gally
Pour les articles homonymes, voir Gally.
Francis Gally, né Francis Jean Mazières le 28 octobre 1863 à Tarbes et mort le 20 novembre 1918 à Asnières-sur-Seine, est un comédien et dramaturge français.
Francis Gally commença une carrière de comédien. Il se tourna ensuite vers l'écriture. Il est l'auteur de nombreux vaudevilles et opérettes. Il travailla en collaboration avec les dramaturges Hugues Delorme, Maurice Ordonneau ainsi qu'avec le compositeur Henri Goublier fils.
En 1915, l'opérette "La Cocarde de Mimi-Pinson" fut une œuvre à la gloire des "poilus" qui défendent le drapeau français, triomphe au théâtre de l'Apollo à Paris. Au début de la Grande Guerre, les midinettes surnommées les Mimi Pinsons, fabriquaient des cocardes tricolores au profit des caisses de solidarité (œuvre présidée par Gustave Charpentier). Henri Goublier fils pense que cette actualité pourrait faire un bon sujet d’opérette. Goublier obtient l'accord de Maurice Ordonneau, l’un des auteurs à la mode, pour le livret auquel se joint Francis Gally. L'opérette sort le 25 novembre 1915.

## Œuvres célèbres
(Liste non exhaustive) 
- 1903 : Mille regrets !, coécrit avec Hugues Delorme
- 1905 : Le Coup de minuit, coécrit avec Hugues Delorme
- 1906 : Mes oncles s'amusent, coécrit avec Hugues Delorme
- 1912 : Cartouche, coécrit avec Hugues Delorme
- 1913 : L'Amour patriote, coécrit avec Jean Kolb
- 1915 : La Cocarde de Mimi-Pinson, coécrit avec Maurice Ordonneau sur une musique de Henri Goublier fils
- 1916 : La Demoiselle du printemps, coécrit avec Maurice ordonneau et Georges Léglise
- 1917 : La Fiancée du lieutenant, sur une musique de Henri Goublier fils